# عبد الباقي نظام الدين
عبد الباقي نظام الدين (1904 – 22 نيسان 1997)، سياسي سوري من مدينة القامشلي، كان عضو في الكتلة الوطنية التي حاربت الانتداب الفرنسي. ثم في حزب الشعب الذي شُكل في مطلع عهد الاستقلال. وأحد مشرعي دستور عام 1950.

## ولادته وتحصيله
ولد عبد الباقي نظام الدين في القامشلي ودرس في مدارسها الحكومية، وهو سليل عائلة شريفة يعود نسبها إلى آل البيت. بدأ حياته بالزراعة والإشراف على أملاك الأسرة، قبل دخوله المعترك السياسي مع الكتلة الوطنية التي ولدت في أعقاب الثورة السورية الكبرى سنة 1927. عارض المشاريع الانفصالية في منطقة الجزيرة ودعا العشائر العرب والأكراد إلى مؤتمر وطني في قرية زنود (زندا) جنوب القامشلي سنة 1936، بهدف توحيد الصفوف في وجه الانتداب الفرنسي.

## حياته السياسية
انتخب عبد الباقي نظام الدين نائباً سنة 1943 وقد نجا من الموت خلال العدوان الفرنسي على البرلمان السوري يوم 29 أيار 1945. وفي عهد الاستقلال، انتسب إلى حزب الشعب الذي كان بقيادة رشدي الكيخيا وناظم القدسي. عارض الانقلاب الأول الذي نفذه حسني الزعيم ضد رئيس الجمهورية شكري القوتلي في 29 آذار 1949، وبعد الإطاحة بالزعيم ومقتله في منتصف شهر آب من العام نفسه، انتخب نظام الدين مشرعاً في الجمعية التأسيسية المكلفة بوضع دستور جديد للبلاد يوم 15 تشرين الثاني 1949. وبعد إتمام المهمة الموكلة إليها، تحولت الجمعية إلى مجلس نواب بصلاحيات تشريعية كاملة وأصبح عبد الباقي نظام الدين عضواً فيه، ممثلاً عن منطقة الجزيرة وزعيماً لكتلتها النيابية.
ذهبت غالبية مقاعد المجلس النيابي يومها إلى حزب الشعب يوبات رشدي الكيخيا رئيساً للبرلمان، كما شُكلت عدة حكومات بقيادة شخصيات من حزبه، ولكنّ نظام الدين رفض الدخول بها بصفته الحزبية بل أصر على أن يكون مستقل. وقد سمّي وزيراً للزراعة في حكومة خالد العظم الثالثة في كانون الأول 1949، والرابعة في آذار 1951، حيث تولى أيضاً حقيبة العدل بالوكالة.
وبعد زوال حكم أديب الشيشكلي سنة 1954 وعودة الرئيس هاشم الأتاسي إلى الحكم طُلب منه تشكيل حكومة وطنية جامعة ولكنه اعتذر وفضّل البقاء في مجلس النواب. وفي حكومة صبري العسلي الثانية في شباط 1955، عُيّن وزيراً للأشغال العامة والمواصلات، ليعود إلى نفس المنصب في حكومة سعيد الغزي الثانية والأخيرة في أيلول 1955. ومن منجزاته في وزارة الأشغال العامة إنشاء مؤسسة الغاب لتجفيف سهل الغاب وتحويل أراضيه إلى أراض خصبة واستثمارها بشكل منظم. كما يعود له الفضل في جر مياه الفرات إلى مدينة حلب، للاستغناء عن آبار عين التل وينابيع حيلان. وكان آخر منصب حكومي لعبد الباقي نظام الدين قد جاء مع حكومة صبري العسلي الثالثة في حزيران 1956، حيث تم تكليفه بوزارة الصحة.
أيد عبد الباقي نظام الدين قيام الوحدة السورية المصرية، ولكن سرعان مع انقلب ضدها بسبب قانون الإصلاح الزراعي الصادر عن الرئيس جمال عبد الناصر في أيلول 1958، والذي طال أراضيه وأراضي أسرته في الجزيرة السورية.

## عمله ووظائفه
وزيراً للزراعة (27 كانون الأول 1949 – 4 حزيران 1950) سبقه في المنصب: محمود العظم خلفه في المنصب: شاكر العاص،
وزيراً للزراعة (27 آذار – 9 آب 1951)سبقه في المنصب: علي بوظوخلفه في المنصب: شاكر العاص وزيراً للعدل بالوكالة (27 آذار – 9 آب 1949) سبقه في المنصب: زكي الخطيب خلفه في المنصب: عبد العزيز حسن وزيراً للأشغال العامة والمواصلات (13 شباط 1955 – 14 حزيران 1956)سبقه في المنصب: مجد الدين الجابري خلفه في المنصب: مجد الدين الجابري
وزيراً للصحة (14 حزيران – 31 كانون الأول 1956) سبقه في المنصب: بدري عبود خلفه في المنصب: أسعد هارون

## وفاته
اعتزل عبد الباقي نظام الدين العمل السياسي بعد ثورة 8 آذار 1963 وعاش بعيداً عن السياسة حتى وفاته عن عمر ناهز  93 عاماً في 22 نيسان 1997.